# Yosuke Terada
Yosuke Terada (寺田 洋介 Terada, Yosuke?, nacido el 8 de julio de 1987 en Kanagawa) es un exfutbolista japonés. Jugaba de defensa y su último club fue el SC Sagamihara de Japón.

## Trayectoria

### Clubes
| Club               | País  | Año         |
| ------------------ | ----- | ----------- |
| YSCC Yokohama      | Japón | 2010        |
| AC Nagano Parceiro | Japón | 2011 - 2012 |
| FC Ryukyu          | Japón | 2013        |
| SC Sagamihara      | Japón | 2014 - 2016 |

## Estadística de carrera

### J. League
| Club          | Año   | J. League | J. League | Copa J. League | Copa J. League | Total | Total |
| Club          | Año   | Part.     | Goles     | Part.          | Goles          | Part. | Goles |
| ------------- | ----- | --------- | --------- | -------------- | -------------- | ----- | ----- |
| SC Sagamihara | 2014  | 11        | 0         | -              | -              | 11    | 0     |
| SC Sagamihara | 2015  | 17        | 0         | -              | -              | 17    | 0     |
| SC Sagamihara | 2016  | 5         | 0         | -              | -              | 5     | 0     |
| Total         | Total | 33        | 0         | 0              | 0              | 33    | 0     |